# Библиотека Машинског факултета Универзитета у Београду
Библиотека Машинског факултета Универзитета у Београду представља посебну јединицу намењену за потребе наставе и научно-истраживачког рада. 
Библиотека прикупља, организује и обезбеђује приступ свим видовима информација, како студентима и наставно-научном особљу факултета, тако и научницима и истраживачима из других установа из земље и иностранства и свим заинтересованим грађанима. На основу статута Факултета и Закона о библиотечкој делатности донет је Правилник о раду библиотеке који дефинише њено пословање и услове и начин коришћења библиотечког материјала. За рад библиотеке је задужена Комисија за библиотеку. Корисници библиотеке имају на располагању читаоницу са 108 радних места.

## Фондови библиотеке
Библиотека Машинског факултета у Београду у свом фонду има преко 90.000 библиотечких јединица од чега 53.300 монографских публикација, 630 наслова страних и 200 наслова домаћих часописа, око 3000 магистарских, докторских и специјалистичких радова, дипломске радове са Катедре за парне котлове као и стандарде. Такође, библиотека поседује богату референсну збирку и образује и музејску збирку публикација објављених у издању Машинског факултета.

## Историјат
Непосредно по свом одвајању од Техничког факултета, Машински факултет доноси одлуку о оснивању Централне библиотеке. У време свог оснивања 1949. године и првих година рада, задатак библиотеке је био да формира целокупну набавку књига и часописа, као и да у својој читаоници, као главни фонд, чува часописе. Уз Централну библиотеку постојало је 11 кабинетских библиотека у којима се углавном налазио цео књижни фонд Машинског факултета. Године 1957. одлуком Ректората расформирала се Централна библиотека Техничке Високе школе. Том приликом Машински факултет је добио знатан број књига и часописа што је веома повољно утицало на повећање стручног фонда, како квалитативно, тако и квантитативно. Библиотека је своје фондове попуњавала честим поклонима од стране појединих институција и појединаца из земље и иностранства. 
Године 1969. престаје се са набавком за кабинетске библиотеке које постепено преузима Централна библиотека. У то време библиотека је годишње набављала око 1500 књига и вршила претплату на 150 наслова страних часописа. Такође, добија обавезни примерак (10 комада) од свих штампаних уџбеника на Машинском факултету, обавезан примерак докторске дисертације, магистарског, специјалистичког рада који су одбрањени на Машинском факултету у Београду.

## Корисници
Библиотеку Машинског факултета могу да користе поред сталних чланова и привремени корисници. Стални чланови библиотеке могу постати студенти и запослени на Машинском факултету. Привремени корисници су сви заинтересовани грађани који фонд могу да користе у просторијама библиотеке. Библиотека има развијену међубиблиотечку позајмицу са осталим факултетским библиотекама у земљи. Једном годишње библиотека објављује Билтен нових књига и часописа приспелих у библиотеку.

## Услуге

### Позајмљивање библиотечке грађе
Стални чланови имају могућност да користе библиотечку грађу ван просторија библиотеке. Број публикација и рок рок враћања дефинисани су Правилником о раду библиотеке. Из библиотеке не могу да се износе периодичне публикације, референсна грађа (речници, приручници, енциклопедије.. ), докторске дисертације и магистарски радови, публикације добијене међубиблиотечком позајмицом, као и архивски фонд библиотеке.

### Међубиблиотечка позајмица
Путем међубиблиотечке позајмице у земљи стални корисници могу да поруче публикације које наша библиотека не поседује у свом фонду. Међутим, ова услуга се не односи на референсну литературу (речнике, енциклопедије, приручнике и сл.) и на серијске публикације, већ само на копије појединих чланака. Цена међубиблиотечке позајмице се формира у складу са ценовником библиотеке из које се позајмљује, као и поштанским трошковима.

## Каталози
За претраживање целокупног фонда библиотеке корисницима су на располагању лисни као и електронски каталог. Лисни каталози су: алфабетски каталог монографских публикација у којем су каталошки листићи смештени абецедним редом по презимену аутора, стручни каталог сређен по стручним областима, абецедни каталог наслова серијских публикација, абецедни и стручни каталози докторских и магистарских радова, специјалистичких радова, каталози дипломских радова, уџбеника и стандарда и интерни топографски каталог. 
Од септембра 2004. године библиотека је у оквиру пројекта Виртуелна библиотека Србије укључена у узајамни електронски каталог Србије који обједињује записе свих библиотека укључених у систем.
1. Електронски каталог Библиотеке Машинског факултета
2. Узајамни електронски каталог библиотека у Србији

## Издања Машинског факултета
Од самог почетка рада Факултета, када су први студенти заузели клупе у амфитеатрима и учионицама, свеске су пуњене белешкама. Истовремено наметнула се потреба за писаним материјалима, који би пратили предавања и вежбе. Тако су у организацији Савеза студената почеле да се на шапирографу штампају скрипте. Поред овога, у постојећим издавачким кућама, штампале су се и ретке књиге тадашњих професора. Након тога и сам Факултет улази у издавачке воде. Цена књига је веома приступачна јер тежимо циљу да сваки студент у рукама има књигу из које ће моћи да стекне знање и успешно спреми испит. 
Каталог издања